# 6-氨基己酸
6-氨基己酸（或称为ε-氨基己酸，缩写ε-Ahx，商品名有Amicar等）是一种含氮有机化合物，结构简式H
2N(CH
2)
5COOH，能看作是離胺酸的脱氨衍生物，因此可作为蛋白酶解过程中的许多酶的抑制剂，如参与纤维蛋白溶解的纤溶酶等。